# William Henry Walter
William Henry Walter (Newark, Nova Jersey, 1 de juliol de 1825 - ?, 1893) fou un compositor i organista estatunidenc.
Sent encara un infant ja era organista en la seva ciutat nadiua, i el 1842, quan només contava disset anys, fou nomenat per exercir les mateixes funcions en l'església de l'Epifania de Nova York. El 1856 aconseguí la plaça d'organista del Columbia College, que li conferí el 1864 el títol de doctor honoris causa.
Entre les seves composicions hi figuren gran nombre de Misses, Salms, Motets, Antífones, etc.